# Víctor Oliva
Víctor Oliva i Sala (Villanueva y Geltrú, 26 de octubre de 1884-San Felíu de Codinas, 29 de agosto de 1948)  fue un escritor, impresor y editor español.

## Biografía
Era hijo de Joan Oliva, tipógrafo e impresor que fundó en 1899 en Villanueva y Geltrú la imprenta Oliva de Vilanova, una de la principales de Cataluña de comienzos del siglo XX. Estudió Historia en la Universidad de Barcelona y peritaje en la Escuela Industrial de Villanueva.
Trabajó en la empresa familiar al frente de la dirección artística, mientras que su hermano Demetrio llevaba la parte económica. En 1907 editaron el Anuario Oliva, una recopilación de las mejores obras del período del modernismo catalán. En 1915, los hermanos Oliva cogieron las riendas del negocio, que trasladaron a Barcelona con el nombre de Instituto Gráfico Oliva de Vilanova.
Como escritor fue autor de una única novela, Eros-Christ (1908), de estilo decadentista, sobre un intelectual trasladado de París al Pirineo aragonés. También colaboró con la revista Joventut y el diario El Poble Català. En 1906 participó en el I Congreso Internacional de la Lengua Catalana.
Fue autor también de varias obras de ensayo histórico: Introducción al estudio del arte del alfabeto en Cataluña (1913), Reseña histórico-descriptiva de Vilanueva y Geltrú y de la Biblioteca-Museo de Balaguer (1921).